# Lee Myung-bak
Lee Myung-bak (em coreano: 이명박, hanja: 李明博; Osaka, 19 de dezembro de 1941) é um político sul-coreano. Foi presidente de seu país de 2008 até 2013, e foi prefeito do município de Seul de 2002 a 2006. Sucedeu a Roh Moo-hyun como presidente da Coreia do Sul em 25 de fevereiro de 2008. Esteve filiado ao Partido Saenuri até 2017.
Foi condenado a 15 anos de prisão em outubro de 2018 por corrupção, abuso de poder, peculato e evasão fiscal. Lee começou a cumprir a pena em 2020, mas foi indultado em 2022 pelo presidente Yoon Suk-yeol, junto com mais de 1.300 pessoas com base "na perspectiva de uma ampla unidade nacional por meio da reconciliação, tolerância e consideração".

## Biografia
Nasceu em Osaka (Japão) onde o seu pai era agricultor. A família regressou à Coreia em 1945 depois da libertação e instalou-se em Pohang.
Conseguiu entrar na Universidade de Coréia (KOREA University) onde estudou administração de empresas. Naquele tempo, demonstrou a sua oposição à normalização das relações entre o seu país e o Japão, participando em manifestações de estudantes sobre o tema.
Em 1965 integrou a empresa de construções Hyundai Construction. Aproximou-se do fundador da empresa, Chung Ju-Yung, que o nomeou executivo em 1977.
Na década de 1980, aproximou-se de líderes políticos vizinhos tal como o primeiro-ministro da Malásia Mahathir bin Mohamad e o líder da União Soviética Mikhail Gorbachev.
Em 1988, foi nomeado presidente da Hyundai, que já empregava 160 mil pessoas em todo o mundo. Em 1992, teve que demitir-se depois de 27 anos na empresa e entrou na política.

## Carreira política
Eleito deputado em 1992, foi também prefeito do município de Seul de 2002 a 2006. O seu mandato foi caracterizado por obras públicas de urbanização.
Em 19 de dezembro de 2007 ganhou as eleições presidenciais com mais de 50% dos votos (contra cerca de 26% do seu maior opositor), sendo eleito presidente.
Os serviços de inteligência da Coreia do Sul (NIS) são utilizados para influenciar o voto dos eleitores a favor dos conservadores. Em 2016, durante o julgamento sobre o papel dos serviços de inteligência nas eleições presidenciais de 2012, o tribunal reconheceu que desde a presidência de Lee Myung-bak, o NEI tem estado directamente envolvido na manipulação da opinião pública sul-coreana através de "ONGs" conservadoras: "Um agente chamado Park, que fazia parte da equipa de guerra psicológica do NEI, apoiou e supervisionou as actividades de organizações conservadoras de direita e organizações juvenis orientadas para a direita.

### Condenação por corrupção
O seu irmão mais velho, Lee Sang-deuk, deputado do Partido Saenuri, foi preso em Julho de 2012 por ter recebido 600 milhões ganhos dos presidentes de duas caixas de poupança problemáticas, Solomon Savings Bank e Mirae Savings Bank, entre 2007 e 2011. Em troca, prometeu evitar auditorias e sanções. Segundo o juiz que ordenou a sua prisão: "Os crimes de Lee foram estabelecidos e há um receio bem fundamentado de que o suspeito esteja a tentar destruir provas, dado o seu estatuto e influência política.
O deputado Chung Doo-un também está a ser investigado por ter recebido subornos do CEO do Solomon Savings Bank em 2007. Este dinheiro poderia ter sido parcialmente utilizado para a campanha presidencial Lee Myung-bak.
De acordo com o sistema judicial sul-coreano, o grupo Samsung pagou-lhe seis mil milhões ganhos (4,5 milhões de euros) para comprar o perdão presidencial concedido em 2009 ao seu presidente Lee Kun-hee, que tinha sido condenado a liberdade condicional por evasão fiscal.
A 22 de Março de 2018, foi emitido contra ele um mandado de captura. É acusado de ter recebido um total de mais de 8 milhões de euros em subornos, concedidos por várias empresas, mas também pelos seus antigos serviços secretos. Também é suspeito de ser o verdadeiro proprietário de uma PME, DAS, o que lhe teria permitido recolher numerosos subornos.
Em 9 de Abril de 2018, o Ministério Público anunciou que Lee Myung-Bak tinha sido acusado de suborno, abuso de poder, desvio de fundos e evasão fiscal44 . No total, há dezasseis acusações contra ele. A 5 de Outubro de 2018, o tribunal de Seul condenou-o a quinze anos de prisão e a uma multa de 13 mil milhões de won (cerca de dez milhões de euros).
Foi libertado sob fiança a 6 de Março de 2019.
Em 29 de Outubro de 2020, foi finalmente condenado a 17 anos de prisão por corrupção pelo Supremo Tribunal da Coreia do Sul. Encontra-se novamente detido desde 2 de Novembro de 2020.